# 여울 (드라마)
《여울》은 1995년 10월 16일부터 1996년 3월 2일까지 방영된 KBS 2TV TV소설이다.

## 등장 인물
- 유지인 : 문주 역
- 이동준 : 한빈 역
- 노영국 : 김순구 역
- 김윤희 : 수연 역 (중도 합류)
- 조수진 : 어린 문주 역
- 하환근
- 박찬환
- 이주경
- 박칠용
- 김서형
- 서우림
- 서갑숙
- 이신재
- 최성민

## 참고 사항
- 1986년 결혼과 함께 브라운관을 떠났던 유지인 (문주 역)이 《여울》로 안방극장에 복귀를 했다.[1]
- 전작 《길》에 이어 두 번째로 외주(KBS 제작단)로 제작하였는데 후속작 《은하수》부터는 1TV로 옮겨가면서 KBS 자체제작으로 변경됐다.
- 신파조에 가까운 작품 구조[2] 내용으로 비난을 샀다.
- 작가 정하연은 정난정과 황진이 이야기를 구상할 계획이었으나[3] 무산된 바 있었다. 해당 드라마 구상 때문에 줄곧 집필을 맡아 온[4] <여울>에서 도중하차했다.